# 佩塔尔·卡皮索达
佩塔尔·卡皮索达（羅馬化：Petar Kapisoda，1976年6月26日—），黑山前男子手球运动员。他曾代表南联盟参加2000年夏季奥林匹克运动会手球比赛，结果队伍获得第四名。